# Узкоколейная железная дорога Пешеланского гипсового завода
Узкоколейная железная дорога Пешеланского гипсового завода — шахтная узкоколейная железная дорога с шириной колеи 750 мм.
Эксплуатируется в настоящее время 4 км. Год открытия: 1946 год, грузовое движение. Перевозка гипсового сырья от шахты до завода «Декор-1».

## История
Пешеланский гипсовый завод «Декор-1» находится в окрестностях города Арзамаса, Нижегородской области, основным назначением узкоколейки является доставка гипсового сырья от шахты до гипсового завода. В 1946 году шахта заработала, протяжённость главного хода от шахты до завода составляет 4 километров, длина линейной подземной части 3 километра с учётом всех путей на заводской территории и шахты составляет 7 километров. Локомотивное депо узкоколейки находится на охраняемой территории завода. Узкоколейная железная дорога работает круглогодично и ежедневно, выполняя по 10-11 пар поездов в сутки.

## Подвижной состав

### Локомотивы
- ТУ8 — № 0340, 0342
- ТУ6А — № 1473, 2574 (тепловоз-памятник)
- Тяговый подвижной состав в шахте — электровозы

### Вагоны
- Вагонетки для перевозки гипса
- Плужный снегоочиститель

## Фотогалерея

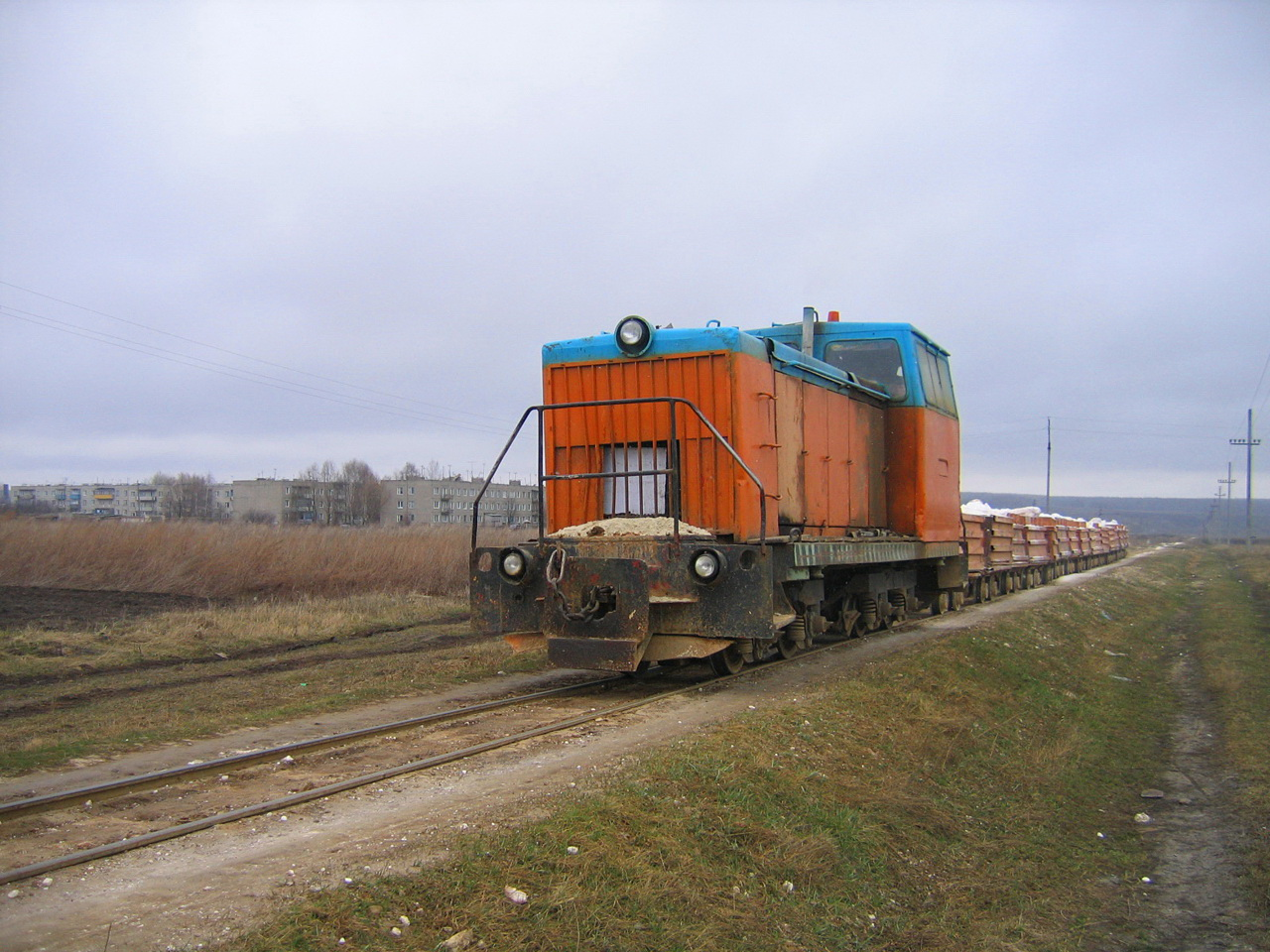
Тепловоз ТУ8 с гружёным составом
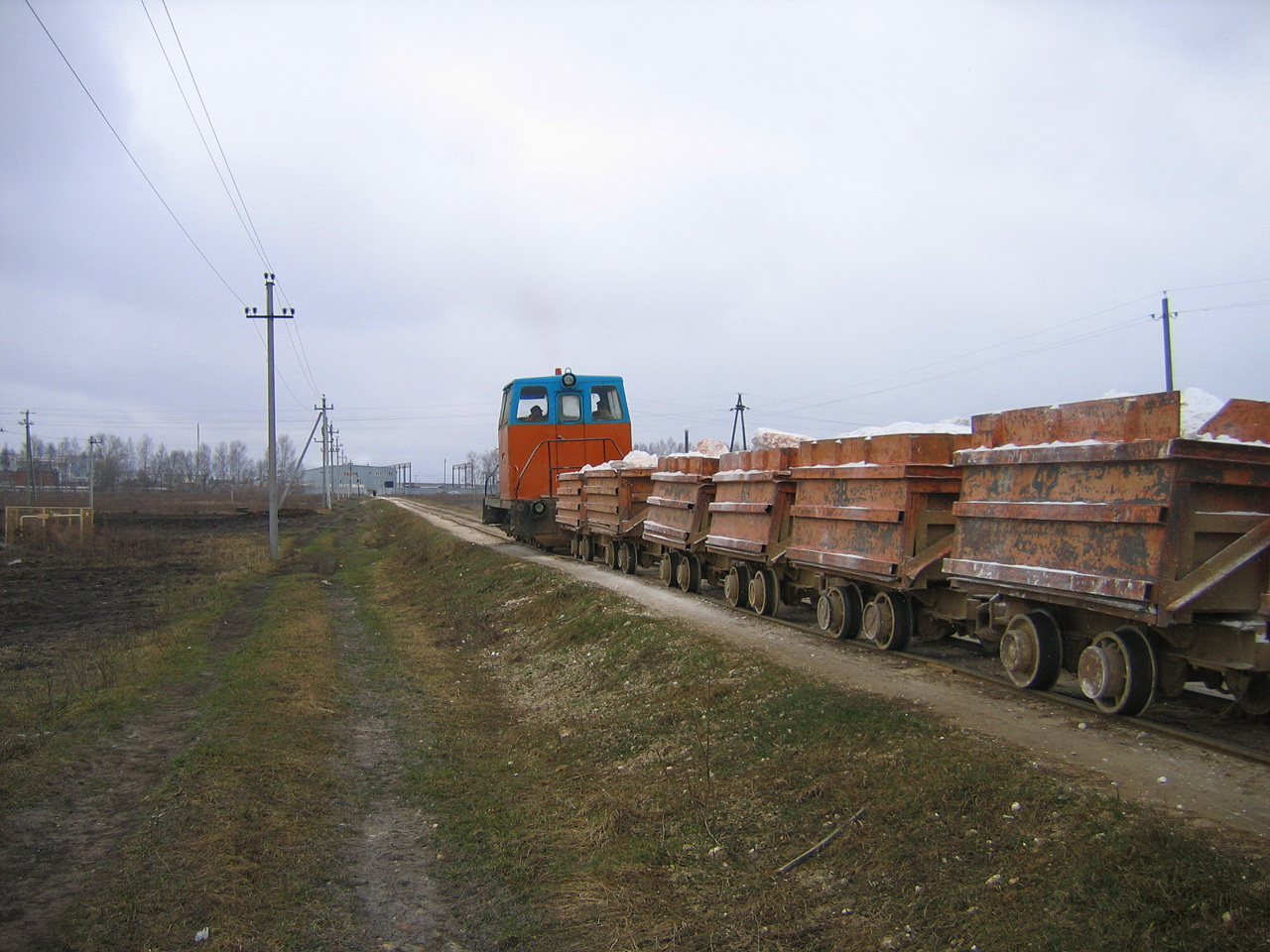
Тепловоз ТУ8 с гружёным составом
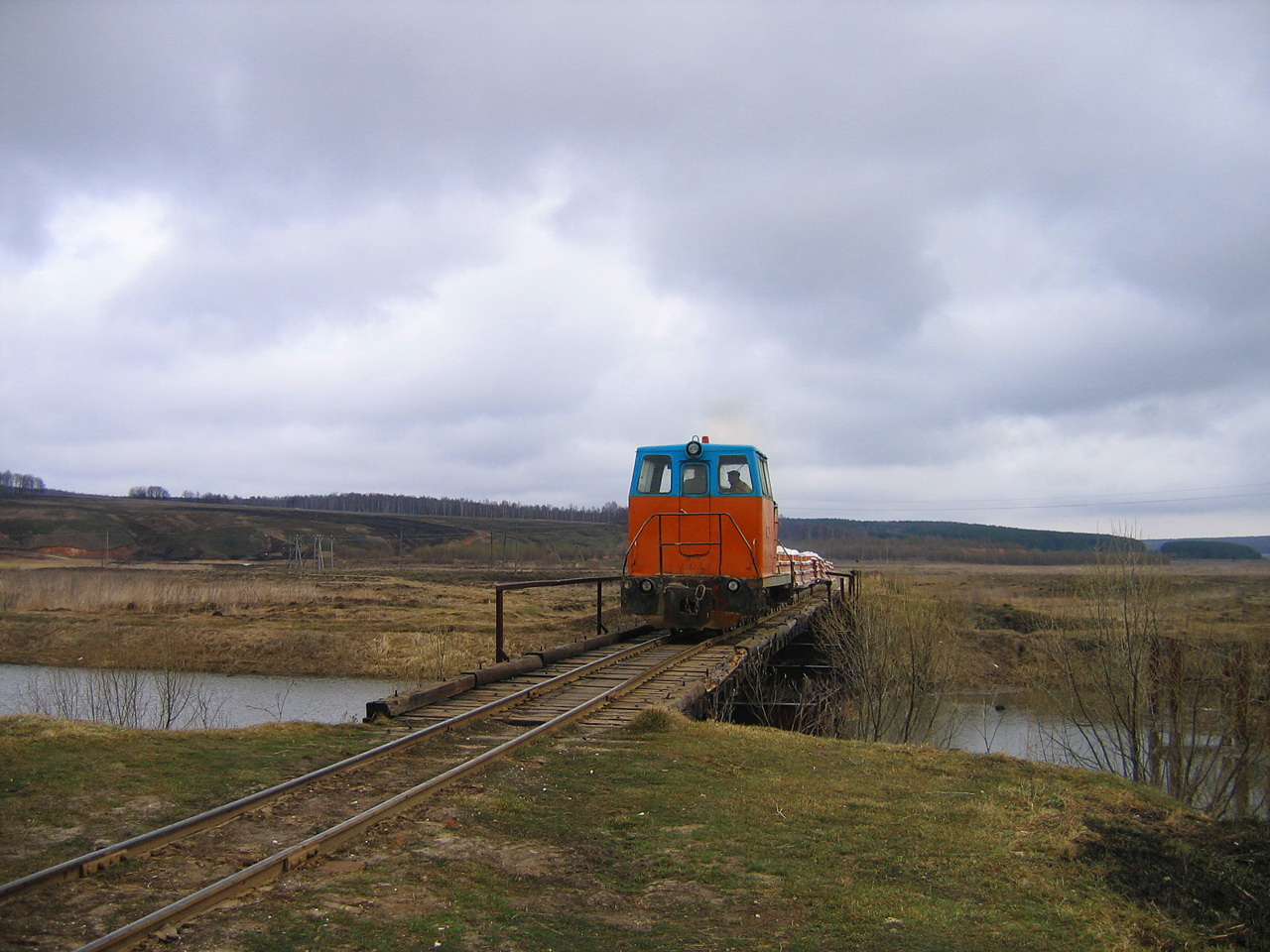
ТУ8 с гружёным составом на мосту через р. Теша